# Kuttoor
Kuttoor es una ciudad censal situada en el distrito de Thrissur en el estado de Kerala (India). Su población es de 12179  habitantes (2011). Se encuentra a 11 km de Thrissur y a 81 km de Cochín.

## Demografía
Según el censo de 2011 la población de Kuttoor era de 12179 habitantes, de los cuales 5957 eran hombres y 6222 eran mujeres. Kuttoor tiene una tasa media de alfabetización del 97,12%, superior a la media estatal del 94%: la alfabetización masculina es del 98,45%, y la alfabetización femenina del 95,84%.